# Кам'яний гість (фільм-опера, 1967)
«Кам'яний гість» (рос. «Каменный гость») — радянський кольоровий фільм-опера 1967 року, режисера Володимира Горіккера.

## Сюжет
Фільм-опера є екранізацією однойменної опери О. С. Даргомижського за сюжетом трагедії О. С. Пушкіна.

## У ролях
- Володимир Атлантов — дон Жуан (співає він же)
- Ірина Печерникова — дона Анна (співає Тамара Мілашкіна)
- Євген Лебедєв — Лепорелло (співає Олександр Ведерников)
- Лариса Трембовельська — Лаура (співає Тамара Синявська)
- Георгій Шевцов — дон Карлос (співає Михайло Кисельов)
- Гурген Тонунц — монах (співає Артур Ейзен)
- Федір Нікітін — перший гість (співає Анатолій Орфьонов)
- Олександр Локшин — другий гість
- Олексій Гєлєва — статуя Командора (співає він же)
- Еммануїл Геллер — господар таверни
- Віктор Кулаков
- Людмила Власова
- Людмила Діанова — епізод
- Максим Максимов — епізод

## Знімальна група
- Режисер:  Володимир Горіккер
- Автори сценарію:  Володимир Горіккер, Андрій Донатов за однойменною оперою О. С. Даргомижського і трагедією О. С. Пушкіна
- Оператор:  Леонід Косматов
- Художники-постановники:  Сергій Воронков,  Іполит Новодерьожкін
- Звукорежисер: Віктор Зорін
- Монтажер: Валентина Кулагіна